# Chineque
Chineque (do alemão Schnecke, caracol) é um pão doce de origem alemã, tradicional também em regiões de imigração e colonização germânica, como por exemplo na região de Filadélfia (EUA) ou na região Sul do Brasil. 

## História
Tradicionalmente, o chineque era um doce consumido nas manhãs de sábado nos lares alemães. O nome "chineque" vem do palavra em alemão Schnecke, que significa caracol.
No Brasil, onde é consumido especialmente em Santa Catarina e no Paraná, um chineque é simplesmente um pão doce (não necessariamente enrolado nem lembrando um caracol). Um chineque pode ser desde um simples pães doce até chineques com coberturas variadas, tais como caldas de coco, banana, farofa doce, morango, amoras, etc.

## Chineque joinvilense
Em Joinville, Santa Catarina, o chineque é considerado um doce típico da região. É um pão doce. Também no Paraná (mais especificamente na região de Curitiba) chineque é em geral um sinônimo para pão doce.
Em outras regiões de Santa Catarina e do Paraná, também é conhecido como chineca ou massinha.

## Alemanha e Áustria

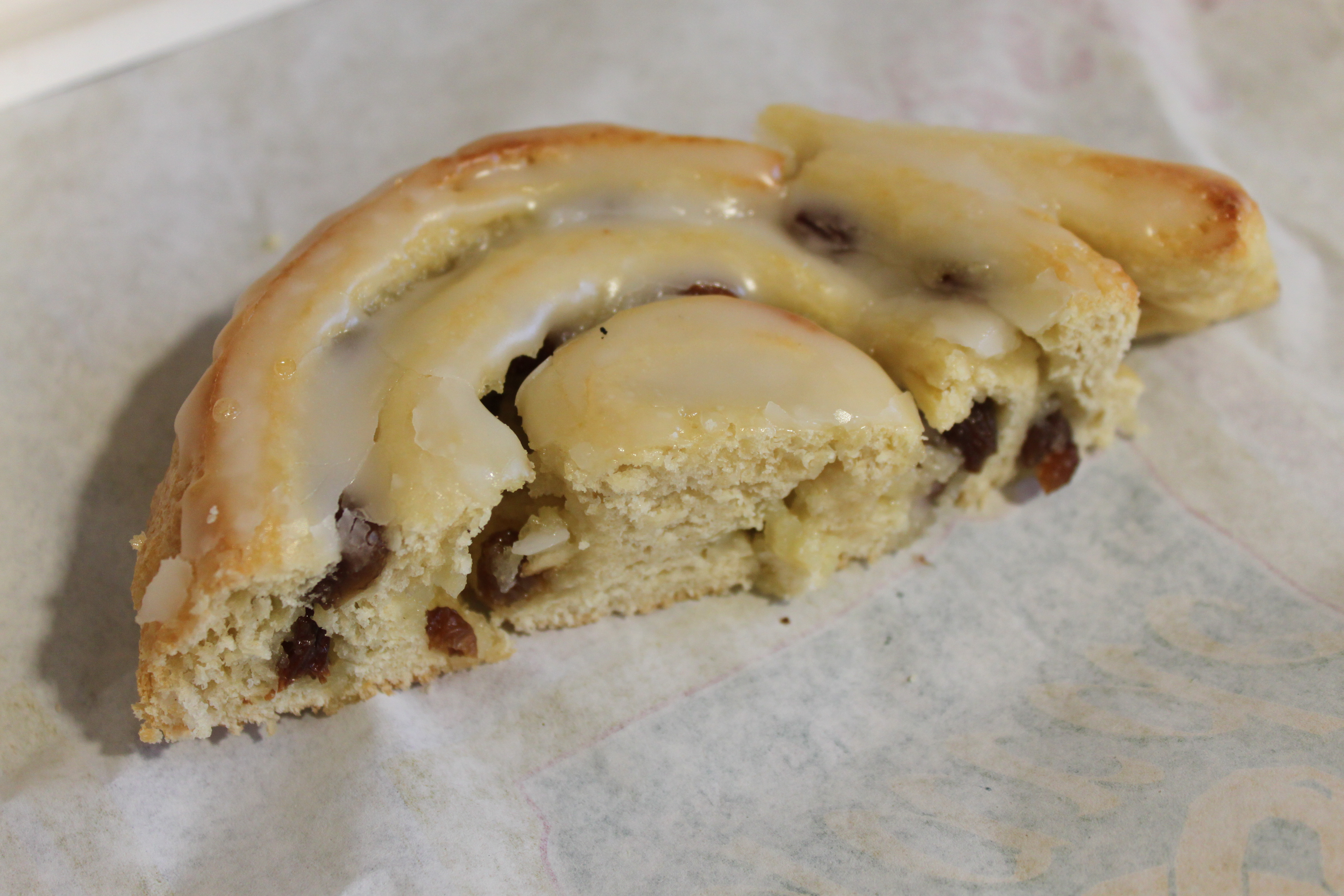
Caracol com passas em corte transversal

O caracol (Schnecke) é um tipo de pastelaria bem conhecido na Alemanha e na Áustria. Consiste de uma massa enrolada com a forma de uma concha de caracol. Os caracóis podem ser feitos com recheios doces ou salgados, assim como com coberturas doces ou salgadas.
Em algumas regiões, a massa recebe o nome de Schneckennudel (macarrão de caracol) ou Rollkuchen (bolo enrolado). O nome deriva da semelhança do produto assado acabado com uma casca de caracol. É normalmente preparado com uma massa folhada,  levedada ou doce com fermento. Depois de estendida, a massa costuma ser recheada com recheios diversos e enrolada. Após a cozedura, dependendo do produto, os caracóis podem receber um glacê. 
Entre as diversas variações, destaca-se o caracol maçã de Berlim (Berliner-Apfel-Schnecke ou Apfel-Berliner), que é frito em banha.
Algumas das variantes doces mais comuns são os caracóis com recheio de maçapão ou Persipan e passas (Rosinenschnecke), com
massa de nozes (Nussschnecke) ou com canela (Zimtschnecke). Dependendo do ingrediente intensificador de sabor, existem também caracóis conhecidos como  Mohnschnecken (com sementes de papoila), Quarkschnecken (com queijo quark)  ou Puddingschnecken (com pudim). Em Pinzgau, perto de Salzburgo, e no distrito tirolês de Kitzbühel,
os caracóis são conhecidos como Rohrnudeln, Schneck(e)nnudeln ou Schnecknnidai. São recheados com frutas cozidas ou Powidl (geleia de ameixa) e fritos.
Para os caracóis salgados, costuma-se usar massa folhada com baixo teor de açúcar ou sem açúcar. Para estas variantes utilizam-se recheios ou coberturas com presunto, salmão, queijo ou legumes.

## Galeria

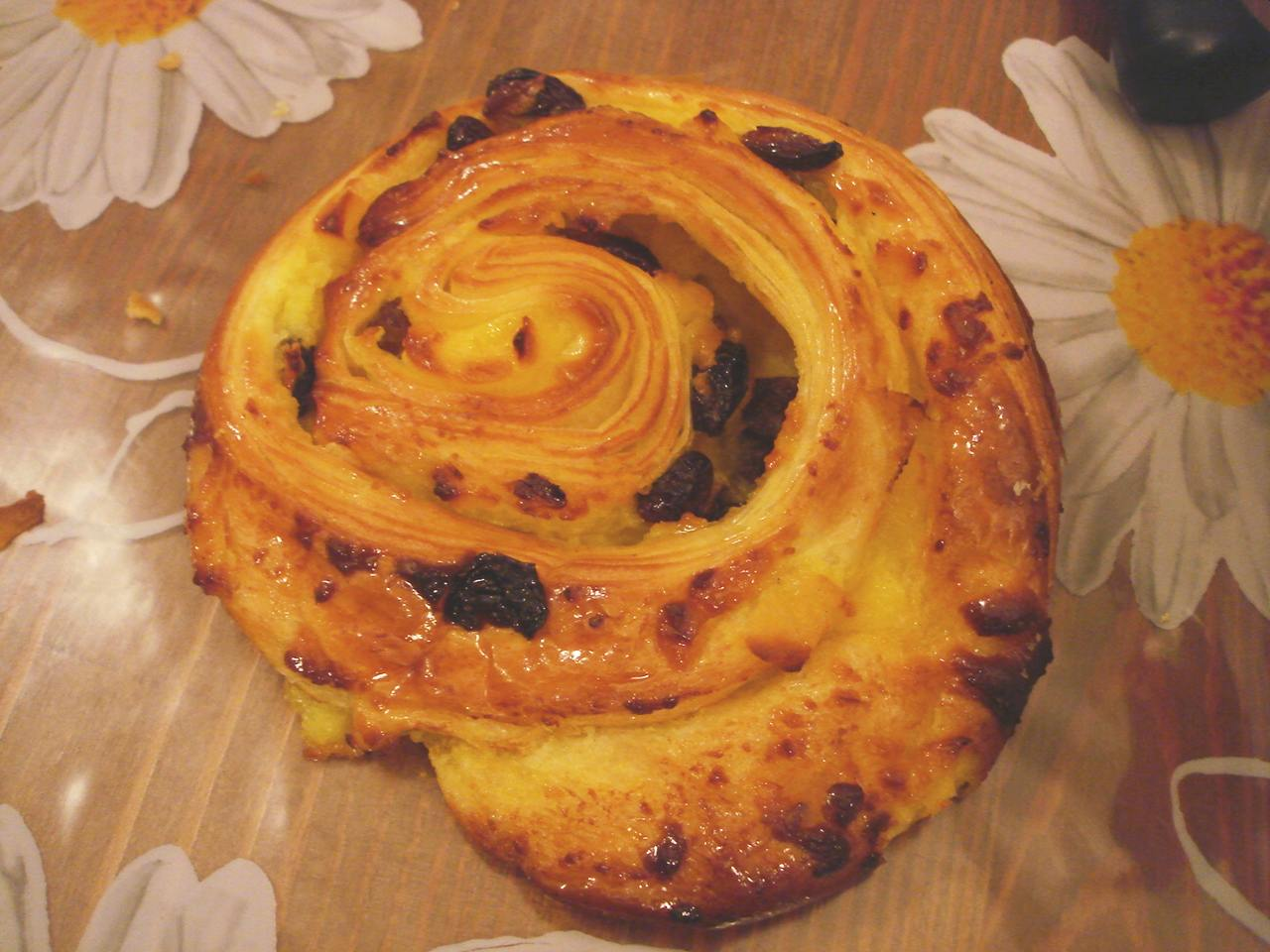
Pain aux raisins, bolo semelhante ao chineque, na França.
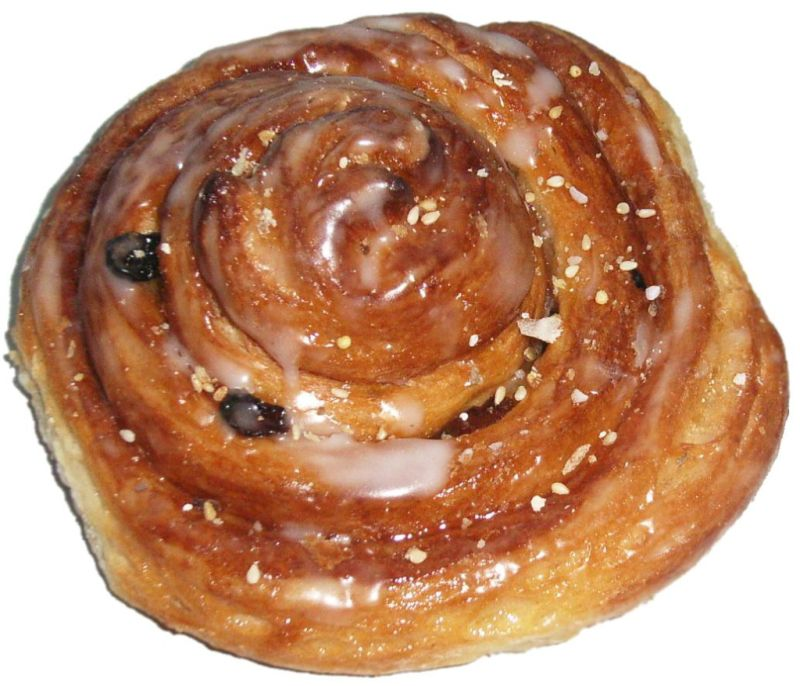
Chineque na Alemanha.